# Bloctel
 (août 2022).

Logo du service Bloctel

Bloctel est une liste d'opposition téléphonique française succédant à la liste Pacitel. Votée le 17 mars 2014 dans le cadre de la loi Hamon sur la consommation, elle entre en application le 1er juin 2016. Sa gestion a été initialement confiée à la société Opposetel, puis transférée à Worldline le 10 août 2021, avant d'être attribuée à sa filiale la SAS CONSOPROTEC le 4 juillet 2024.

## Historique
Le 25 février 2016 l'entreprise Opposetel est désignée pour la gestion de Bloctel. Cette délégation de service public pour une durée de cinq ans, est attribuée conjointement par le ministre de l'Économie, de l'Industrie et du Numérique Emmanuel Macron et la secrétaire d'État chargée du Commerce, de l'Artisanat, de la Consommation et de l'Économie sociale et solidaire Martine Pinville.
Opposetel est cogérée par quatre entreprises appartenant aux secteurs de la donnée et du télémarketing : Amabis, HSK Partners, AID et CBC Développement.
La liste Bloctel entre en service le 1er juin 2016. Deux mois plus tard, la secrétaire d’État Martine Pinville indique que le cap des deux millions d'inscrits a été franchi. Au 1er février 2017, 3 millions de consommateurs étaient inscrits sur le service pour protéger 7 millions de numéros. Six mois après l'ouverture, elle annonce que 70 entreprises ont été condamnées et que vingt-cinq d'entre elles se sont vu infliger l'amende maximale (75 000 €). En avril 2018, Opposetel a traité plus de 100 000 fichiers clients, correspondant à plus de 62 milliards de numéros de téléphone. 2 milliards d'appels sur les téléphones des inscrits sur la liste d'opposition au démarchage téléphonique ont pu ainsi être évités. Environ 700 entreprises avaient adhéré au nouveau dispositif afin de faire retirer de leurs fichiers de prospection les numéros protégés par Bloctel, ce qui selon le Ministère de l'Économie et des Finances semble très en deçà du nombre de professionnels tenus de recourir à ce dispositif préalablement à leur campagne de démarchage téléphonique.
Le 10 août 2021, Bloctel passe sous la gestion de Worldline, toujours par concession de service public. Le 1er octobre 2021, jour du changement de prestataire, la plateforme s'est retrouvée à l'arrêt, cette panne a entraîné une période de "non-droit" pendant laquelle le démarchage téléphonique n'était plus régulé,,. 
Un nouvel arrêté daté du 4 juillet 2024 a transféré la gestion de Bloctel de Worldline à sa filiale, la SAS CONSOPROTEC.

## Fonctionnement
Bloctel permet aux particuliers s'inscrivant gratuitement sur la liste d'opposition au démarchage de ne plus être démarchés par téléphone. Les numéros sont inscrits pour une durée de trois ans renouvelables. Les entreprises contrevenantes peuvent se voir infliger une sanction pouvant aller jusqu'à 75 000 € pour une personne physique et 375 000 € pour une personne morale. L'inscription sur cette liste autorise toujours le démarchage pour certains cas énumérés par la loi comme les associations à but non lucratif, les partis politiques, les instituts de sondage ainsi que les relations commerciales déjà établies.
Les entreprises de télémarketing doivent désormais, préalablement à toute campagne publicitaire, s'assurer que chaque numéro qu'elles souhaitent appeler ne figure pas sur cette liste. Les frais d'accès à la liste sont soumis à abonnement selon le nombre de consultations souhaitées, auxquels s’ajoutent une redevance annuelle d’utilisation du service et des frais d'inscription. Les numéros identifiés sur la liste sont retirés à chaque soumission de fichier de prospection.
Le particulier est protégé par cette liste sous un délai maximum de 30 jours après son inscription. S'il constate une infraction, il peut remplir un formulaire de réclamation en ligne. Le particulier peut aussi faire appliquer la loi informatique et libertés en demandant à l'entreprise de ne plus être prospecté.
En 2022 et 2023, plusieurs mesures sont prises  pour diminuer les désagréments liés au démarchage téléphonique:
- interdiction des appels les week-ends et en dehors de certaines plages horaires;
- interdiction des appels concernant le congé personnel de formation ou les rénovations énergétiques[18]

## Critiques
Différentes critiques ont été évoquées à l'encontre du système Bloctel :
Points faiblesLe dispositif Bloctel comprend plusieurs points faibles. D'une part, les sociétés de démarchage téléphonique affichent souvent de faux numéros pour échapper aux listes noires ; d'autre part, une fois identifiée, une société peut disparaître en déposant son bilan et se recréer sous une autre dénomination
EfficacitéUn an après la mise en place de Bloctel, une enquête du magazine 60 millions de consommateurs révélait que 47 % des personnes inscrites ne percevaient pas de diminution du nombre d'appels, que 38 % observaient une faible diminution et 15 % une forte diminution.
En novembre 2018, des critiques contestent toujours son efficacité.
Conflit d’intérêt potentiel d'Opposetel et contrôle de l’ÉtatLa société Opposetel, gérant Bloctel jusqu'en 2021, étant détenue par quatre opérateurs du marché de la donnée (HSK Partners, Société informatique d'analyse de donnée AID, Amabis, CBC Développement), de possibles conflits d'intérêts sont évoqués. Opposetel est créée spécialement en février 2016 pour pouvoir se porter candidate à l'appel d'offres public. Toutefois, en tant que délégataire de service public, Opposetel est soumise au contrôle de l'État. La CNIL a été saisie par l’État et assure le respect de la protection des données et leur absence de revente ou réutilisation. Des manquements pourraient entraîner des sanctions allant jusqu'à 5 % du chiffre d'affaires d'Opposetel. Selon le Ministère de l'Économie et des Finances qui contrôle régulièrement ce service de l’État et sa société délégataire Opposetel, aucun manquement à ses obligations légales n'a été relevé à l'encontre de la société. Par ailleurs, le 24 mai 2018, le label « Procédure de gouvernance "RGPD" » de la CNIL a été délivré à la Société Opposotel sous le numéro 2018-243. Les comptes annuels de la société ne sont pas publiés.
Aspect législatifL'instabilité législative autour du contrôle du démarchage téléphonique et les organismes multiples créés concomitamment ou successivement en fonction des médias ou des époques (Liste rouge, Pacitel, 33700, Bloctel) peuvent décourager les citoyens de s'inscrire sur l'ensemble des fichiers anti-démarchage.

## Évolution
En 2018, Pierre Codier propose une loi dont l'article principal dispose que le démarchage téléphonique soit possible uniquement si le les personnes sollicitées donnent un consentement préalable. Finalement, si le texte adopté par le Parlement augmente lourdement les sanctions pour les entreprises ne respectant pas Bloctel, l'article principal est supprimé par la majorité La République en marche ; la secrétaire d’État Delphine Gény-Stephann jugeant qu'il pourrait « pénaliser le démarchage respectueux de la réglementation ».
Au début de 2020, Bruno Le Maire, alors ministre de l’Économie et des finances, reconnait que le service Bloctel est un échec et qu'une nouvelle loi pour encadrer le démarchage téléphonique est en préparation. À la fin du mois de janvier, un texte est effectivement adopté par l'Assemblée nationale, puis, après vote par le Parlement, promulgué le 25 juillet 2020. La nouvelle loi prévoit que l’inscription sur la liste Bloctel soit reconduite automatiquement, et interdit le démarchage téléphonique aux entreprises du secteur de la rénovation énergétique. La majorité repousse un amendement de l'opposition qui propose que le démarchage soit par défaut interdit, sauf lorsque les abonnées du service téléphonique donnent explicitement leur accord à être démarché (option d'adhésion, plutôt que l'option de retrait comme c'est le cas actuellement). La loi encadre les plages horaires autorisées pour le démarchage téléphonique, excluant les appels le midi, le soir ou le dimanche. Elle prévoit, pour les consommateurs inscrits sur la liste d'opposition Bloctel, la nullité des contrats conclus à la suite d’un démarchage téléphonique. Les contrevenants s'exposent à une amende de 75 000 € pour les personnes physiques et de 375 000 € pour les entreprises, peines plus élevées que celles prévues précédemment (3 000 et 15 000 €).
Le 27 janvier 2025, l'Assemblée nationale vote l’interdiction du démarchage téléphonique sans le consentement préalable du consommateur. Cette disposition a été introduite par Delphine Batho, députée écologiste des Deux-Sèvres en commission des affaires économiques fin novembre 2024. Cette dernière a notamment soulevé la faiblesse du dispositif Bloctel.

## Ailleurs dans le monde
Voir aussi : liste d'opposition téléphonique (en)
- En Belgique, les abonnés d'un service téléphonique peuvent s'inscrire depuis le 31 mai 2014 sur la liste « Ne m’appelez plus » gérée par l'association sans but lucratif « Do Not Call Me ». À la fin de 2019, presque un million et demi de numéros de téléphone sont enregistrés sur cette liste[30].
- Au Canada, les abonnés au téléphone peuvent inscrire leur numéro sur la Liste nationale de numéros de télécommunication exclus (en) (LNNTE) gérée par le Conseil de la radiodiffusion et des télécommunications canadiennes. Créée en 2008, cette liste compte 12 millions de numéros de téléphone six ans plus tard[31].
- En Suisse, les personnes signifient leur refus de recevoir des appels non sollicités en faisant apposer dans l'annuaire téléphonique un astérisque à côté de leur numéro de téléphone[32].